# 1837 Osita
1837 Osita је астероид главног астероидног појаса са средњом удаљеношћу од Сунца која износи 2,205 астрономских јединица (АЈ).
Апсолутна магнитуда астероида је 12,9.